# Charlestown (Fife)
Charlestown, Fife, nota anche come Charlestown-on-Forth, è una città del Fife, Scozia, Regno Unito, situata sulla riva settentrionale del Firth of Forth.
Charlestown è la sede del Scottish Lime Centre Trust, costituito, nel 1994, con lo scopo, fra gli altri, di promuovere il mantenimento degli edifici storici della Scozia e il loro restauro.